# العرة (الطويلة)

تعديل مصدري - تعديل

العرة هي إحدى قرى عزلة بني الخياط بمديرية الطويلة التابعة لمحافظة المحويت، بلغ تعداد سكانها 861 نسمة حسب تعداد اليمن لعام 2004.